# 8023部队
8023部队是一支驻扎于中国人民解放军第二十一试验训练基地主要负责中国核武器的试验工作的部队。该部队在核试验过程中主要承担试验准备、数据采集和后勤保障等任务。由于当时对核辐射危害的认识有限，许多参与者在缺乏充分防护的情况下直接接触高辐射环境。部分人员因此在退役后出现健康问题。政府为此出台了相关政策，对原8023部队及其他参加核试验的退役人员给予补助和支持。但也有人员被拒绝给予涉核退役人员相应政策。

## 历史
国防部在1959年选定中国人民解放军第二十一试验训练基地作为试验场，即总装部第21试验训练基地，位于新疆罗布泊西端的戈壁滩上。该部队成立时，部队代号为8023，旨在进行核武器的研发和试验。 1964年10月16日，中国在此成功进行了首次原子弹试验。

## 工作任务与生活
8023部队驻扎在中国核试验的核心基地，负责核试验的筹备、实施和后续处理工作。该部队承担了核试验前的通信设备布置、试验期间的数据采集以及试验后的环境监测等任务。
该部队驻扎的基地位于戈壁荒漠，环境恶劣。冬季气温可低至-30℃，夏季地表温度高达50-60℃。官兵们的日常用水难以保障，新鲜蔬菜也很难提供。

## 后续
由于防护设备有限，许多官兵在执行任务时受到不同程度的核辐射影响，导致健康问题，并有部分人员上访。2009年来，政府开始关注这些退役军人的健康状况，并制定了相关政策为他们提供支持。 但也有部分人员因为未被列入中央划定的涉核部队范围而被拒绝给予涉核退役人员相应政策